# 프랜시스 후쿠야마
프랜시스 요시히로 후쿠야마(Francis Yoshihiro Fukuyama, 1952년 10월 27일 ~ )는 미국 스탠퍼드 대학교의 교수이며 철학자, 정치경제학자이다. 일본계 미국인 3세이다. 그는 이데올로기 대결의 역사를 자유주의와 공산주의의 프레임으로 설명하면서 "자유주의의 승리로 끝났다"고 평가한 《역사의 종언》으로 유명하다.
후쿠야마는 1989년 냉전이 종식되는 순간을 역사의 종말이라고 하였다. 그 근거로 이념적으로 헤겔이 말한 인간의 욕구에 대해서 타인으로부터 인정받고자 하는 인간의 욕구는 일방적이 아니라 상호성이 보장될 때 충족할 수 있게 되는 것으로, 이를 가능케 하는 정치제도가 바로 민주주의 정치제도라고 보았고 이를 궁극적이고도 역사적으로 최종적인 정치 체제로 보았기 때문이다. 또한 역사적인 관점에서 냉전이라는 기간 동안 민주주의 체제는 파시즘과 공산주의 체제로부터 많은 투쟁을 거치면서 승리를 거머쥔 만큼 더 이상 민주주의 체제에 도전할 수 있는 이념과 철학 체계가 없다고 보았기 때문에 역사가 종말에 도달했다고 보았다.

## 역사의 종언의 의미
후쿠야마는 역사의 종말을 다음과 같이 정의했다.
처음에는 중국에서, 그러고 나서 소련에서 마르크스-레닌주의가 사라지고 있는 과정과 죽음은 세계사적 의미를 보여주고 있다. 아직은 마나과나 평양 또는 마사추세츠 케임브리지에 그러한 이데올로기를 확신하는 사람들이 있지만, 인간 역사의 전위대로 그러한 이상을 요청해나가고 있는 큰 나라들은 이제 하나도 없다.— 후쿠야마의 역사의 종언에서

역사의 종말은 모든 인간이 물질적인 욕구를 만족시켜 가는 과정에서 전세계의 시장이 하나의 공동 시장으로 되고, 민주주의 정치체제 속에서 살아가게 되는 세계가 되어 평화로우면서도 모든 사람이 물질적인 욕구에 만족하게 되는 세계이다. 따라서 거대한 역사적 투쟁은 사라지고 오로지 부분적인 사건들로만 가득찬 세계, 그렇기 때문에 어쩌면 매우 권태로운 삶이 기다리고 있는 그러한 세계이다. 이것은 곧 냉전의 종식과 더불어 사실상 영원한 평화의 시대가 도래하게 된 것을 의미한다.

그러나 후쿠야마가 말한 역사의 종말은 갈등이나 소규모의 전쟁과 같은 것들까지 사라진다는 것을 의미하지 않는다. 다만 역사의 발전을 가져올 만한 투쟁이 더 이상 없다고 하는 것이다. 또한 역사의 종말 이후 시대인 민주주의 시대는 보편적인 인간의 본질적인 욕구를 다 충족시키면서도 더 이상 정신적인 욕구마저 없는 인간들을 양산하게 될 것이다. 그리고 사람들은 물질적인 욕구에 만족하면서 역사적으로 의미 있는 투쟁을 더 이상 하려 하지 않고 포기해버리게 되는 상태에 이를 것임을 니체의 개념을 빌려 마지막 인간이라고 하였다.
냉전 종식 이후의 세계를 보면 인간은 세계 공동 시장화를 통해서 경제적인 욕구를 만족시키고 있으며, 동시에 민주주의 체제가 보편적이고 가장 정당한 정치 체제로 사실상 인정되고 있다. 인간은 심리적, 정신적, 원초적 욕구가 만족되는 세계에 도달하였으며 역사는 그 절정에 이르렀다는 점에서 냉전의 종식과 함께 역사의 종말 선언을 한 것이다.

## 같이 보기
- 일본계 미국인
- 알렉상드르 코제브
- 트랜스휴머니즘
- 비토크라시